# Placa somali

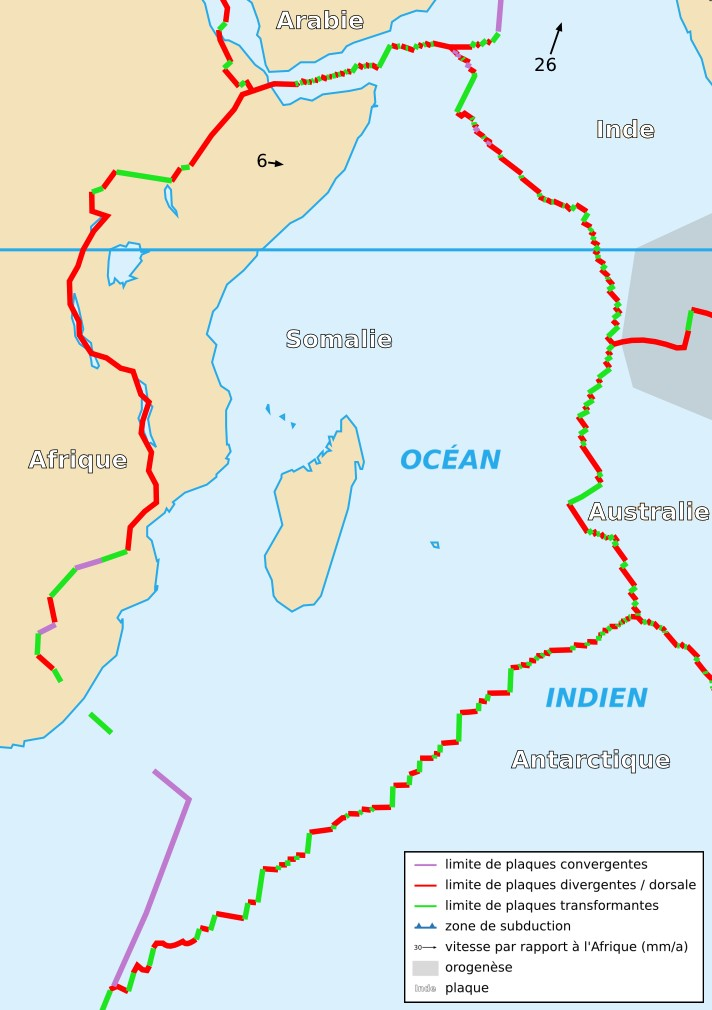
Mapa de la Placa somali i les plaques veïnes (en francès)

La placa somali és una placa tectònica de la litosfera del planeta Terra. La seva superfície és de 0,47192 estereoradiants. Està generalment associada a la placa africana.
Cobreix l'est de l'Àfrica i l'oest de l'oceà Índic incloent-hi Madagascar, les Seychelles, les Comores, les Mascarenyes i l'arxipèlag de Socotra.
La placa somali està en contacte amb les plaques africana, antàrtica, australiana, índia i aràbiga.
Les seves fronteres amb les altres plaques són constituïdes de rifts al seu límit oest, constituint el conjunt de la Gran Vall del Rift. A la banda est el seu límit el conformen la Dorsal Central Índia i la Dorsal Sud-oest Índia a la seva vora sud-est.
El desplaçament de la placa somali es fa a una velocitat de rotació de 0,9783° per milió d'anys segons un pol d'Euler situat a 58°79' de latitud nord i 81°64' de longitud oest (referència: placa pacífica).
La placa somali s'ha creat a partir de la placa africana quan se n'ha separat de resultes de l'obertura de la Gran Vall del Rift africà en el transcurs del Miocè. Aquesta fractura ha generat diversos llacs i volcans, entre ells el Kilimanjaro (el punt més elevat de l'Àfrica). Es creu que, a llarg termini, la placa se separarà per complet per formar un subcontinent a la manera del Subcontinent indi.